# Almud

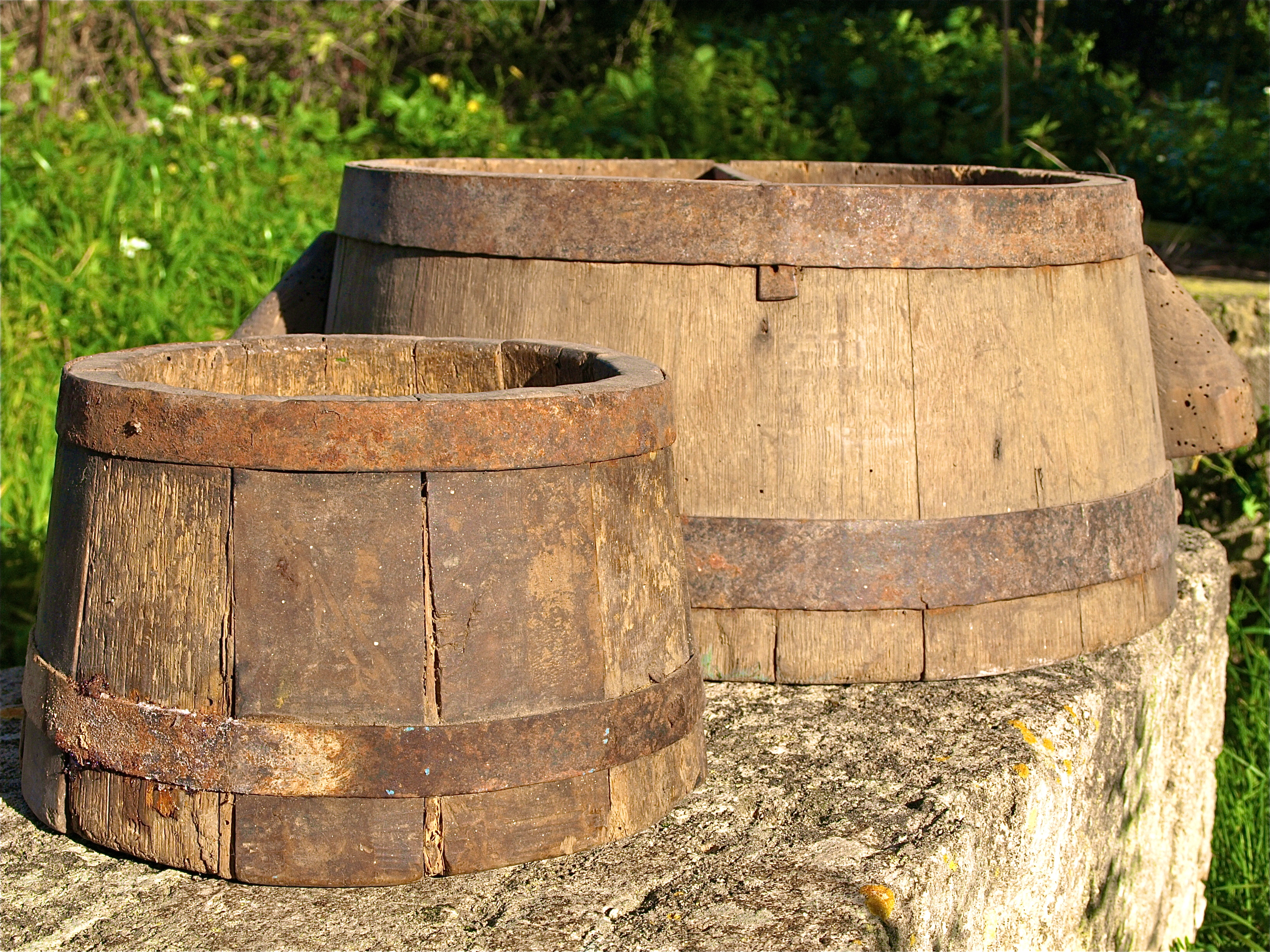
Almud i Barcella de Mallorca.

Un almud és una mesura de volum, usada sobretot amb el gra i amb els àrids, amb una equivalència variable segons el territori, per exemple, i com a aproximació, perquè varia de localitat a localitat, a Mallorca són 1,954 litres i al País Valencià sobre els 4 litres. Sis almuds són una barcella a Mallorca i quatre al País Valencià. A Tortosa 75 almuds corresponen a dues quarteres. Al Priorat un almud resultava en 4,10 litres. A Lleida equival a 1/9 part de la faneca local. En canvi a la Ribagorça i el Pallars l'almud és 1/24 part de quartera, 1/12 de la faneca, 1/6 de quartal i 1/12 part de la quarta.
Aquesta mesura també és utilitzada a l'Aragó, i a Castella existeix amb el nom de celemín.
També s'anomena així l'instrument per mesurar un almud, fet de fusta o ferro en forma de recipient.
L'almud solia forma part del sistema del cafís de mesurar volums juntament amb la barcella i la faneca. El cafís n'era la mesura més gran i la que dona nom al sistema. Per veure'ns alguns exemples, aneu a la pàgina del cafís.